# Església de Sant Pol de la Bisbal
Sant Pol de la Bisbal és una església romànica al poble de Sant Pol de la Bisbal d'Empordà, al Baix Empordà. És un monument protegit i inventariat dins el Patrimoni Arquitectònic Català.

## Descripció
Situada al nucli de Sant Pol, en el seu origen era un edifici de tres naus amb tres absis semicirculars. Actualment només se'n conserven dues naus i dos absis, i encara amb moltes modificacions. La part més remarcable de l'edifici és la portalada, situada a ponent; té un arc de mig punt sobre impostes que, al seu torn, formen el cimaci dels dos capitells laterals sostinguts per columnes i dels quals arrenca un altre arc rebaixat situat a un nivell inferior de l'anterior. Les columnes són més curtes que la porta, i els capitells presenten decoració escultòrica. A l'oest, façana decorada amb esgrafiats barrocs i porta de triple arquivolta amb dues petites columnes -que semblen ser aprofitades d'una construcció anterior, ja que estan datats en el segle X- i capitells, l'un zoomòrfic i l'altre floral i amb testes, de dibuix elemental. Absis gran i absidiola, ambdós amb finestra de doble esqueixada. La porta estava protegida per un atri o galilea avui desaparegut.

## Història

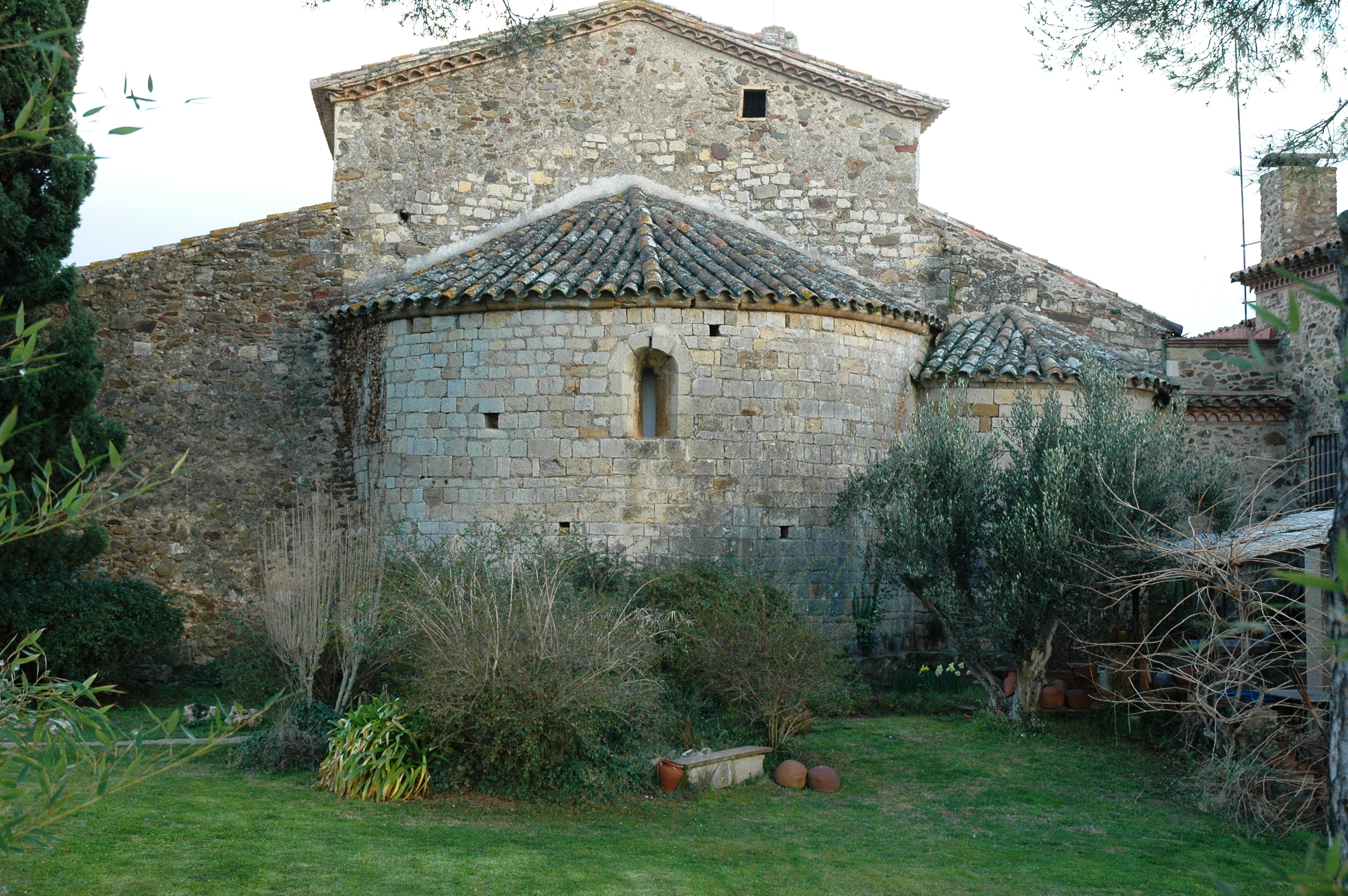
Absis i absidiola

El temple de Sant Pol de la Bisbal, actualment dedicat a Sant Jaume, és un edifici romànic probablement bastit durant la segona meitat del segle xi i documentat des del 1279. Durant els segles XVIII-XIX l'església fou objecte d'importants reformes, que van alterar la seva estructura original. En el segle xviii la nau nord va ser segmentada i convertida en capelles laterals, que s'obren a la nau central gràcies als arcs formers. Per un estret passadís encara es pot accedir a l'absis i també veure la volta de canó amb què es cobreix la nau. El 1948 es va refer la volta de la nau central, que té un perfil apuntat. En aquesta reforma, també es va afegir un campanar de cadireta de dos ulls en el mur nord, junt a la façana.